# Itumbiara plumosa
Itumbiara plumosa är en skalbaggsart som först beskrevs av Bates 1881.  Itumbiara plumosa ingår i släktet Itumbiara och familjen långhorningar. Inga underarter finns listade i Catalogue of Life.